# Los Angeles Stars
Los Angeles Stars war der Name von drei Mannschaften der American Basketball Association (ABA) aus Los Angeles, Kalifornien.
Die erste Mannschaft, die sich Los Angelas Stars nannte, spielte zuerst unter dem Namen Anaheim Amigos in der Saison 1967/1968 in der ABA. Nach dem Umzug in die Metropole Los Angeles nannten sie sich LA Stars. Sie trugen ihre Heimspiele von 1968 bis 1970 in der Los Angeles Memorial Sports Arena aus. Als das Team im Herbst 1970 nach Salt Lake City im Bundesstaat Utah umzog, nannte es sich in Utah Stars um. Sie spielten bis zur Fusion der ABA mit der National Basketball Association (NBA) 1976 unter diesem Namen in der Profiliga.
Die zweite Mannschaft, die sich Los Angeles Stars nannte, begann im Herbst 2000 im Great Western Forum in Inglewood, Kalifornien, in der 1999 neu gegründeten American Basketball Association zu spielen. Sie spielten allerdings nur in der Saison 2000/2001 unter diesem Namen in der US-amerikanischen Basketball-Profiliga. 2001 zog die Mannschaft nach Anaheim, Kalifornien, und trug in der Saison 2001/2002 den Namen Southern California Surf.
Die dritte Mannschaft, die unter dem Namen Los Angeles Stars spielte, begann im Herbst 2004 ihren Spielbetrieb. Im Jahre 2005 wurden die Stars zum zweiten Männer-Profiteam in der Geschichte, das von einer Frau, DeLisha Milton-Jones, trainiert wurden. 2005 wurden die LA Stars vom neuen Besitzer in Los Angeles Aftershock umbenannt. Seit der Saison 2005/2006 spielt die Mannschaft in der Continental Basketball Association (CBA).
Namensgeschichte der LA Stars:
- Anaheim Amigos 1967–1968
- Los Angeles Stars 1968–1970
- Utah Stars 1970–1976
- Los Angeles Stars 2000–2001
- Southern California Surf 2001–2002
- Los Angeles Stars 2004–2005